# كأس السوبر البيلاروسي 2016
بطولة كأس السوبر البيلاروسي 2016 هي النسخة السابعة من بطولة كأس السوبر البيلاروسي، لعب يوم 13 مارس 2016 في استاد نادي مينسك، بين فريق باتي بوريسوف الفائز بالدوري وكأس بيلاروسيا وفريق شاختيور سوليجورسك وصيف كأس بيلاروسيا. وقد انتهت المباراة بفوز باتي بوريسوف بالمباراة بنتيجة 2–1 ليحصد لقبه الرابع على التوالي والسادس في تاريخ البطولة.

## التفاصيل
| باتي بوريسوف                                             | 2–1 | شاختيور سوليجورسك   |
| -------------------------------------------------------- | --- | ------------------- |
| ميركو 25' (بالقدم اليمنى) · روديونوف 59' (بالقدم اليمنى) |     | بولياكوف 82' (ه.ذ.) |

| باتي بوريسوف | شاختيور سوليجورسك |

| الحكام المساعدون: فيتالي ماليوتسين أوليغ ماسليانكو الحكم الرابع: دينيس شيرباكوف | قوانين المباراة - 90 دقيقة. - ركلات جزاء ترجيحية إذا استمرت النتيجة متعادلة. - سبعة لاعبين بدلاء يتم تسجيل أسمائهم. - يمكن استخدام خمسة منهم على الأكثر. |